# Мемнон Эфесский
Ме́мнон (др.-греч. Μέμνων; лат. Memnon; вторая половина IV века — до 440 года) — митрополит Эфесский, православный богослов и писатель.
Несмотря на то, что Мемнон один из главных организаторов (после Кирилла Александрийского) Эфесского собора сведения о нём очень скудные. Неизвестно ни место и год его рождения, ни место и год его смерти.
В 431 году в связи с учением, которое распространял Несторий, по инициативе Кирилла Александрийского было принято решение о созыве церковного собора. Местом для проведения собора был выбран город Эфес, митрополитом которого был в это время Мемнон. В Эфесе начали собраться епископы, часть из них сгруппировалась вокруг Кирилла и Мемнона, другая часть сгруппировалась вокруг Нестория. Несмотря на то, что далеко не все приехали в Эфес, а были в пути, в том числе: Римские легаты, и большая делегация из Антиохийских епископов во главе с Иоанном Антиохийским., Кирилл и Мемнон приняли решение открыть собор. Они приглашают Нестория на собор. Несторий и поддерживающие его епископы отказываются явиться на собор, который желают начать Кирилл и Мемнон. Они предлагают дождаться времени, когда все епископы соберутся во Эфесе. Кирилл и Мемнон не обращают внимание, на то, что не все собрались и исключительно из своих приверженцев собирают собор; на котором анафематствуют Нестория. После этого епископы, державшие сторону Нестория, на своём отдельном соборе, низложили Кирилла и вместе с ним Эфесского епископа Мемнона. Через пять дней после низложении Нестория, прибыл в Эфес Иоанн Антиохийский со своими епископами, и на своём собор из 43 епископов, низложил Кирилла и Мемнона. Ни о чём не договорившись и так вместе и не собравшись епископы покидают Эфес. Император Феодосий II принимает сторону Кирилла и Мемнона, признаёт и утверждает решения, собранного ими собора, а Нестория отправляет в ссылку в Оазис (др.-греч. Ὄασιν). Примирение между Кириллом и Иоанном было достигнуто благодаря подписанию Согласительного исповедования в 433 году.
В 77-м томе Patrologia Graeca помещено одно сочинение Мемнона — «Список с послания Ефеcского епископа Мемнона к Константинопльскому клиру».